# Campeonato Asiático de Futsal 2004
El Campeonato Asiático de Futsal 2004 se llevó a cabo en Macao del 16 al 25 de abril y contó con la participación de 18 selecciones mayores de Asia.
Irán venció en la final a Japón para ganar su sexto título continental de manera consecutiva.

## Fase de grupos

### Grupo A
| País       | G | E | P | GF | GC | Pts |
| ---------- | - | - | - | -- | -- | --- |
| Irán       | 4 | 0 | 0 | 60 | 5  | 12  |
| Uzbekistán | 3 | 0 | 1 | 20 | 9  | 9   |
| Indonesia  | 1 | 0 | 3 | 11 | 22 | 3   |
| Hong Kong  | 1 | 0 | 3 | 10 | 31 | 3   |
| Camboya    | 1 | 0 | 3 | 12 | 46 | 3   |

| Equipo 1   | Resultado | Equipo 2   |
| ---------- | --------- | ---------- |
| Camboya    | 8-4       | Hong Kong  |
| Hong Kong  | 0-15      | Irán       |
| Indonesia  | 0-1       | Uzbekistán |
| Irán       | 13-3      | Indonesia  |
| Camboya    | 1-13      | Uzbekistán |
| Hong Kong  | 6-3       | Indonesia  |
| Uzbekistán | 5-0       | Hong Kong  |
| Irán       | 24-1      | Camboya    |
| Uzbekistán | 1-8       | Irán       |
| Camboya    | 2-5       | Indonesia  |

### Grupo B
| País          | G | E | P | GF | GC | Pts |
| ------------- | - | - | - | -- | -- | --- |
| Corea del Sur | 3 | 0 | 0 | 32 | 8  | 9   |
| Kuwait        | 2 | 0 | 1 | 28 | 6  | 6   |
| China Taipéi  | 1 | 0 | 2 | 14 | 11 | 3   |
| Maldivas      | 0 | 0 | 3 | 5  | 54 | 0   |

| Equipo 1      | Resultado | Equipo 2      |
| ------------- | --------- | ------------- |
| Maldivas      | 0-20      | Kuwait        |
| Corea del Sur | 4-2       | China Taipéi  |
| Maldivas      | 3-23      | Corea del Sur |
| China Taipéi  | 1-5       | Kuwait        |
| Kuwait        | 3-5       | Corea del Sur |
| China Taipéi  | 11-2      | Maldivas      |

### Grupo C
| País       | G | E | P | GF | GC | Pts |
| ---------- | - | - | - | -- | -- | --- |
| Japón      | 4 | 0 | 0 | 37 | 1  | 9   |
| Líbano     | 2 | 1 | 1 | 19 | 8  | 7   |
| Kirguistán | 2 | 1 | 1 | 15 | 7  | 7   |
| Macao      | 1 | 0 | 3 | 9  | 35 | 3   |
| Filipinas  | 0 | 0 | 4 | 4  | 33 | 0   |

| Equipo 1   | Resultado | Equipo 2   |
| ---------- | --------- | ---------- |
| Kirguistán | 5-0       | Filipinas  |
| Líbano     | 0-4       | Japón      |
| Macao      | 1-8       | Líbano     |
| Kirguistán | 7-1       | Macao      |
| Filipinas  | 1-9       | Líbano     |
| Macao      | 7-3       | Filipinas  |
| Japón      | 4-1       | Kirguistán |
| Filipinas  | 0-12      | Japón      |
| Kirguistán | 2-2       | Líbano     |
| Macao      | 0-17      | Japón      |

### Grupo D
| País      | G | E | P | GF | GC | Pts |
| --------- | - | - | - | -- | -- | --- |
| Tailandia | 2 | 1 | 0 | 36 | 4  | 7   |
| China     | 2 | 1 | 0 | 34 | 4  | 7   |
| Malasia   | 1 | 0 | 2 | 18 | 18 | 3   |
| Guam      | 0 | 0 | 3 | 1  | 63 | 0   |

| Equipo 1  | Resultado | Equipo 2  |
| --------- | --------- | --------- |
| Guam      | 0-21      | Tailandia |
| Malasia   | 1-5       | China     |
| Guam      | 0-15      | Malasia   |
| China     | 2-2       | Tailandia |
| Tailandia | 13-2      | Malasia   |
| China     | 27-1      | Guam      |

## Fase final
|  | Cuartos de final | Cuartos de final |            |           | Semifinales | Semifinales |  |       | Final       | Final       |  |
|  | 23 de abril      | 23 de abril      |            |           | 24 de abril | 24 de abril |  |       | 25 de abril | 25 de abril |  |
|  |                  |                  |            |           |             |             |  |       |             |             |  |
|  |                  |                  |            |           |             |             |  |       |             |             |  |
|  | China            | 2                |            |           |             |             |  |       |             |             |  |
|  | China            | 2                |            |           |             |             |  |       |             |             |  |
|  | Japón            | 5                |            |           |             |             |  |       |             |             |  |
|  | Japón            | 5                |            | Japón     | 4           |             |  |       |             |             |  |
|  |                  |                  |            | Japón     | 4           |             |  |       |             |             |  |
|  |                  |                  | Uzbekistán | 2         |             |             |  |       |             |             |  |
|  | Corea del Sur    | 5                | Uzbekistán | 2         |             |             |  |       |             |             |  |
|  | Corea del Sur    | 5                |            |           |             |             |  |       |             |             |  |
|  | Uzbekistán       | 6                |            |           |             |             |  |       |             |             |  |
|  | Uzbekistán       | 6                |            |           |             |             |  | Japón | 3           |             |  |
|  |                  |                  |            |           |             |             |  | Japón | 3           |             |  |
|  |                  |                  | Irán       | 5         |             |             |  |       |             |             |  |
|  | Tailandia        | 9                | Irán       | 5         |             |             |  |       |             |             |  |
|  | Tailandia        | 9                |            |           |             |             |  |       |             |             |  |
|  | Líbano           | 3                |            |           |             |             |  |       |             |             |  |
|  | Líbano           | 3                |            | Tailandia | 1           |             |  |       |             |             |  |
|  |                  |                  |            | Tailandia | 1           |             |  |       |             |             |  |
|  |                  |                  | Irán       | 6         |             |             |  |       |             |             |  |
|  | Irán             | 10               | Irán       | 6         |             |             |  |       |             |             |  |
|  | Irán             | 10               |            |           |             |             |  |       |             |             |  |
|  | Kuwait           | 3                |            |           |             |             |  |       |             |             |  |
|  | Kuwait           | 3                |            |           |             |             |  |       |             |             |  |
|  |                  |                  |            |           |             |             |  |       |             |             |  |

### Tercer lugar
| Equipo 1   | Resultado | Equipo 2  |
| ---------- | --------- | --------- |
| Uzbekistán | 1-3       | Tailandia |

## Campeón
| Campeonato Asiático de Futsal 2004 |
| --- |
| Irán 6º título |
| Reza Nasseri, Kazem Sadeghi, Hamid Reza Abrarinia, Mohammad Reza Heidarian, Siamak Dadashi, Kazem Mohammadi, Mohsen Zareei, Vahid Shamsaei, Majid Raeisi, Mohammad Keshavarz, Mohammad Hashemzadeh, Amir Hanifi, Babak Masoumi, Farhad Fakhim |
| Entrenador: Mohammad Hassan Ansarifard |

## Clasificados al Mundial
| - Irán | - Japón | - Tailandia |